# Juraj Vojsalić
Juraj Vojsalić (fallecido después de 1438), fue un noble bosnio y miembro de la familia noble Hrvatinić del siglo XV.

## Biografía
Era hijo de Vojislav Vukčić, hermano menor de Hrvoje Vukčić Hrvatinić. Se menciona por primera vez el 15 de mayo de 1417, cuando el Consejo Mayor de Dubrovnik discutió sobre la entrega de obsequios a sus músicos. Dos años después, aparece como testigo de la región de Donji Kraji en un documento del rey Esteban Ostojić, quien el 5 de marzo, en la ciudad de Zvečaj, a orillas del río Vrbas, confirmó a los habitantes de Dubrovnik los privilegios otorgados por sus predecesores. En ese momento, Juraj tenía el título de knez (príncipe), aunque sin una designación territorial específica. A principios de mayo de ese año, sus enviados estuvieron en Dubrovnik.
Tras el cambio en el trono bosnio a mediados de 1420, Juraj abandonó al destronado Esteban Ostojić y se unió al nuevo rey Tvrtko II Tvrtković. Lo acompañó cuando, el 16 de agosto de 1420, Tvrtko confirmó en Visoko la concesión del condado de Konavle y la fortaleza de Sokol a Dubrovnik. También estuvo presente cuando, en Milodraž, el 18 de agosto de 1421, Tvrtko reafirmó los privilegios concedidos previamente por su padre, Tvrtko I, y por el rey Ostoja. En estos documentos, Juraj aparece como testigo junto con otros nobles bosnios, descritos como «nuestros buenos bosnios de la nobleza y grandes señores del reino». En este momento es identificado por primera vez de manera confiable como voivoda (duque), título que probablemente obtuvo entre estas dos fechas.
Durante la guerra civil en Bosnia (1430-1435), Juraj apoyó a Tvrtko II. Entre 1434 y 1435, mientras el rey se encontraba en Hungría, Juraj combatió con éxito contra el duque Sandalj Hranić Kosača. Logró liberar a los hermanos Jurjević, miembros de la noble familia Radivojević, y a Vuk Vukićević, quienes estaban bajo el dominio de Sandalj. En un documento emitido en Podkreševo, les restituyó sus ciudades y tierras previamente confiscadas por Sandalj. A finales de mayo de 1434, la República de Venecia lo aceptó como su noble y le concedió la ciudadanía veneciana. En el documento que confirma este acto, los venecianos lo llaman «Posilović».
Tras el regreso del rey a Bosnia en 1435, Juraj continuó apoyando a Tvrtko II contra el sucesor de Sandalj, el duque Stjepan Vukčić Kosača. En este contexto, solicitó ayuda a los habitantes de Dubrovnik, quienes le proporcionaron armas, soldados y barcos. En 1437, el papa Eugenio IV le otorgó permiso para construir un monasterio franciscano y una iglesia en honor a la Virgen María, en la ciudad de Greben (finalizada en 1447). Se cree que también construyó la iglesia de San Jorge en Jezero. Juraj es mencionado por última vez en 1438 cuando Mateo Talovac se dirige a él con respecto a las quejas que la gente de Dubrovnik tenía contra Kosača. Al parecer que perdió la mayoría de las ciudades que había conquistado de Sandalj Hranić en 1434.
Juraj Vojsalić tuvo dos hijos: el mayor, el duque Petar, quien heredó su cargo y posesiones, y el menor, Juraj, mencionado solo en 1434.